# 이천 영월암
영월암(映月庵)은 대한민국 경기도 이천시 관고동에 있는 사찰이다. 1986년 4월 14일 이천시의 향토유적 제14호로 지정되었다.

## 개요
설봉산 중턱에 있는 사찰로, 신라 문무왕 당시 의상대사가 처음으로 창건되었을 당시에는 북악사(北岳寺)라 지어졌고 사찰이 지어진 산 이름도 북악이었다는 설이 있으나 확인하기 어렵다. 통일신라 말 고려 초기에는 석조광배와 연화좌대와 삼층석탑이 중건되어 경기 남부지역의 대표적 사찰로 있었다.
북악사는 조선 중종 시기에 편찬된 신증동국여지승람에 언급되지 않았을 정도로 한동안 잊혀져 있었다가 조선 영조 시기에 지리학자 신경준이 편찬한 불교 서적 가람고(伽藍考)에서 다시 등장했다. 또한 1760년(조선 영조 36년)에 편찬된 지리 서적 여지도서(與地圖書), 1799년(조선 정조 23년)에 편찬된 불교 서적 범우고(梵宇攷)에도 북악사라는 이름이 등장한다. 1774년(조선 영조 50년)에 영월대사 낭규(映月大寺 朗奎)가 자신의 법호를 따라 영월암으로 개칭되었다.

## 같이 보기
- 이천 영월암 마애여래입상 - 보물 제822호
- 이천 영월암 석조광배 및 연화좌대 - 이천시 향토유적 제3호